# 李萬居故居
23°32′59″N 120°11′28″E / 23.54977°N 120.1910°E

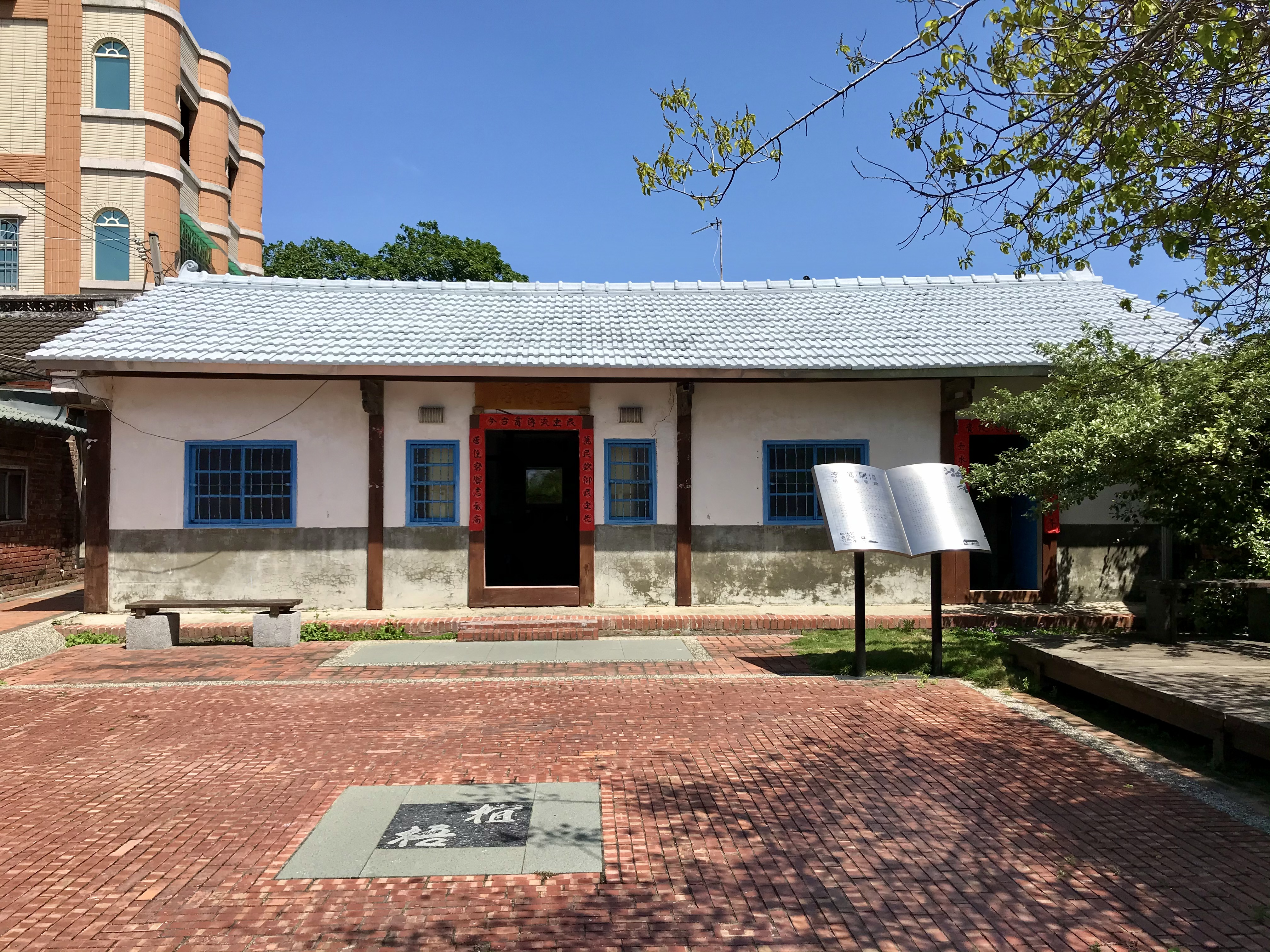
李萬居故居

李萬居故居，是位於臺灣雲林縣口湖鄉梧北村的平房，今作李萬居紀念館。

## 歷史

### 早期
李萬居故居位在梧北村的藥店口古井旁，原先為茅草屋，李萬居父親在此經營名為「興德堂」的中藥鋪，隨著生活改善才改建成磚造房屋。李萬居去世前，遺願希望能把他的故居開發作傳承漢學文化及討論時勢的處所。

### 籌設
2001年2月28日，行政院顧問蘇治芬、經建會主委陳博志、李萬居次子李南雄與口湖鄉文化界人士在口湖宣布推動將李萬居故居闢設為紀念館。3月19日，李萬居紀念館籌建案召開第二次會議上，主席林石忠捐獻新台幣3萬元、副主吳慕禹2萬元、其餘代表各1萬元。
後因經費問題，李南雄與梧北社區發展協會理事長李文貝及多位地方耆老進行研商後，以保存故居為優先，先申請列歷史建築。但2001年7月27日，雲林縣古蹟暨歷史建築審查會上，李萬居故居未通過。
2001年8月12日，李萬居先生紀念館促進會與台灣教授協會在臺灣大學校友會館主辦「台灣民主與新聞自由的光源」學術研討會，希望藉此紀念活動催生成立李萬居紀念館。9月23日，雲林科技大學教師劉銓芝與李南雄等地方人士踏勘故居後，提議「保存性開發」，決定以「李萬居先生故居保存與再生計畫」提報文建會，爭取補助經費。此計畫獲文建會補助新台幣130萬元後，由劉銓芝規劃作紀念館。
該年臺灣歷史建築百景票選活動時間，李萬居故居在雲林縣十大歷史建築物以137票獲第十名。此十間進入臺灣建築百景票選活動後，李萬居故居、吳秀才宅、斗南分局舊辦公廳舍、北港溪鐵橋落選。

### 啟用
2003年11月29日，李萬居故居啟用作紀念館。啟用後，被批評無太多可看性。後因紀念館缺乏經費挹注，地方無力持續整修，至2014年時已屋頂塌陷、門窗陸續毀壞。縣府自籌新台幣135萬元工程款，於當年8月16日動工修復門面。
2018年5月2日，雲林縣長李進勇、文化處長林孟儀、縣府城鄉處長黃凱達、口湖鄉長林哲凌、縣議員蔡岳儒等人來此會勘，商討爭取前瞻基礎建設計畫來與周邊進行整頓。同年，獲150萬元，由口湖鄉公所執行修繕工程計畫。